# Galtö

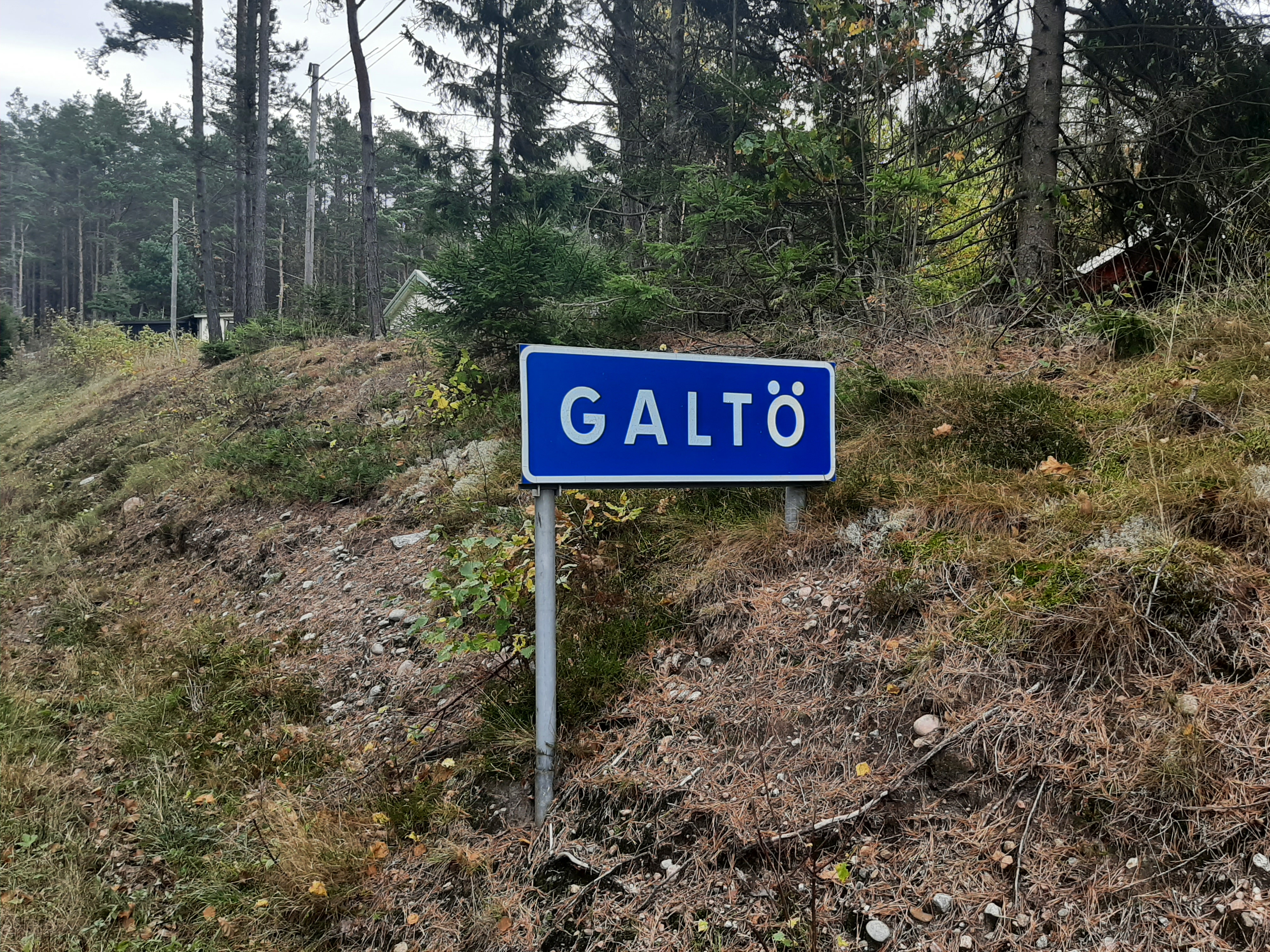
Galtö

Galtö är en ö i Lurs socken i Tanums kommuns norra skärgård i Bohuslän, Västra Götalands län. Ön ligger öster om Resö; vägen till Resö går via Galtö. En bro förbinder Galtö med fastlandet, en bro med en längre vägbank med Resö.
Galtö består till största delen av grusavlagringar. Israndsbildningen Berghemsmoränen går över ön.
Båtbyggaren Carl Stjern bodde på Galtö och levererade båtar kring sekelskiftet mellan 1800- och 1900-tal.